# アウト・ハッド
アウト・ハッド（Out Hud）は、1996年にカリフォルニア州のベイエリアで結成され、後にニューヨークを拠点とするアメリカのエレクトロニック・バンド。
バンドは、ギタリストのニック・オファー、ベーシストのタイラー・ポープ、チェリストのモリー・シュニック、ボーカリストでドラマーのフィリス・フォーブス、ミキサーのジャスティン・ヴァン・ダー・ヴォルゲンで構成されていた。ポープ、オファー、ヴァン・ダー・ヴォルゲンは、同様のバンド「!!!」のメンバーでもある。彼らのファースト・アルバム『ストリート・ダッド』はインストゥルメンタル作品であった。セカンド・アルバム『Let Us Never Speak of It Again』では、グループはその音楽にボーカルを追加し、フォーブスがリードボーカルを歌い、ドラムマシンが彼女の通常の役割を果たし、バック・ボーカルでシュニックがアシストした。
セカンド・アルバムのリリース直後、ポープはツアーに参加せず、代わりにジェームス・マーフィー率いるダンス・パンク・バンドのLCDサウンドシステムに集中すると発表。その後、2005年9月にニューヨークでのコンサートが、彼らの最後の公演になるかもしれないと発表された。
モリー・シュニックは現在、「Jean on Jean」として知られるソロ・アーティストとなっている。彼女は、2008年にケーナイン・レコーズからセルフタイトルのデビュー・アルバムをリリースした。
リンジー・ローハン主演映画『I Know Who Killed Me』では、「How Long」という曲がフィーチャーされている。

## 名前
バンドは、このバンド名の意味を知らないことを示唆しているが、これはユーモアで言っているのかもしれない。ウィクショナリーによると、「outhear」という動詞の過去形または過去分詞形であり、その意味は「より鋭く聞こえる」の歪曲である可能性がある。

## ディスコグラフィ

### スタジオ・アルバム
- 『ストリート・ダッド』 - S.T.R.E.E.T. D.A.D. (2002年、Kranky)
- Let Us Never Speak of It Again (2005年、Kranky)

### EP & シングル
- "Guilty Party" (1997年、Red Alert Works)
- "Natural Selection" (1997年、Gold Standard Labs)
- "First Song We Ever Wrote" (1999年、Dead Turtle)
- GSL26/LAB SERIES VOL. 2 EP (1999年、Gold Standard Labs) ※スプリット with !!!
- "The First Single of the New Millennium" (2000年、5RC)
- "One Life to Leave" (2005年、Kranky)
- "It's for You" (2005年、Kranky)